# Ячменёв, Денис Александрович
Денис Александрович Ячменёв (4 июня 1984, Челябинск) — российский хоккеист, нападающий, младший брат Виталия Ячменёва. Тренер.

## Карьера
Начал свою профессиональную карьеру в 2001 году в составе клуба OHL «Норт-Бэй Сентенниалс», за который 8 лет назад выступал его старший брат Виталий. В следующем году на драфте НХЛ он был выбран в 7 раунде под общим 200 номером клубом "Флорида Пантерз, но в лиге так и не сыграл. Следующий сезон так же провёл в OHL за клуб «Сагино Спирит», после чего вернулся в Россию, где непродолжительное время играл за «Амур», «Сибирь», «Трактор» и «Рубин». В сезоне 2017/2018 выступал за «Чэнтоу», но потом снова вернулся в Тюмень. Летом 2021 года занял пост главного тренера ХК «Рубин».

## Достижения
- Победитель регулярного сезона ВХЛ 2010/11 и 2011/12.
- Обладатель Кубка Братина 2011.
- Победитель регулярного чемпионата ВХЛ-2012
- Победитель Всероссийского соревнования (ВХЛ)-2014
- Бронзовый призёр Всероссийского соревнования (ВХЛ)-2017
- Победитель «Русской классики» ВХЛ-2018
- Золотой призёр Всероссийского соревнования по хоккею среди мужских команд сезона 2018/2019
- Бронзовый призёр Всероссийского соревнования по хоккею сезона 2020/21

Обладатель кубка Петрова 2021/2022

## Статистика
| Легенда | Легенда                    | Легенда | Легенда                   | Легенда | Легенда    |
| ------- | -------------------------- | ------- | ------------------------- | ------- | ---------- |
| И       | Количество проведённых игр | Штр     | Штрафное время            | +/−     | Плюс-минус |
| Г       | Голы                       | П       | Голевые передачи          | О       | Очки       |
| -       | Статистика неизвестна      | —       | Статистика не учитывалась |         |            |